# Осадчая, Лилия Семёновна
Ли́лия Семёновна Оса́дчая (р. 5 февраля 1952, Черкассы) — советская волейболистка, игрок сборной СССР (1974—1978). Серебряный призёр Олимпийских игр 1976, чемпионка Европы 1975, чемпионка СССР 1976. Нападающая. Мастер спорта СССР международного класса (1974).

## Биография
Начала заниматься волейболом в Черкассах. Первый тренер — Наум Шутый. Выступала за команды:
- 1970—1980 — «Буревестник»/СКИФ/«Сокол» (Киев);
- 1981—1983 — МедИн (Одесса).
- чемпионка СССР 1976 в составе сборной СССР[1];
  - серебряный (1983) и двукратный бронзовый (1981, 1982) призёр чемпионатов СССР;
- победитель розыгрыша Кубка обладателей кубков ЕКВ 1983;
- чемпионка (1975) и бронзовый призёр (1971) Спартакиад народов СССР в составе сборной УССР.

В составе молодёжной сборной СССР дважды становилась чемпионкой Европы (1971 и 1973). Победитель Всемирной Универсиады 1977 в составе студенческой сборной СССР.
В национальной сборной СССР в официальных соревнованиях выступала в 1974—1978 годах. В её составе: 
- серебряный призёр Олимпийских игр 1976;
- серебряный (1974) и бронзовый (1978) призёр чемпионатов мира;
- чемпионка Европы 1975.                                                                                                                                                                                                В 1983 году закончила Одесский педагогический институт имени К. Д. Ушинского.

## Источник
- Волейбол. Энциклопедия/Сост. В. Л. Свиридов, О. С. Чехов. Томск: Компания «Янсон» — 2001.